# Isla Grande de Tierra del Fuego
Isla Grande de Tierra del Fuego (dansk: Den store ø i Ildlandet, tidligere også kendt som Isla de Xátiva, er en ø nær Sydamerikas sydspids, adskilt fra fastlandet af Magellanstrædet.
Den vestlige del (61,4 %) af øen (29.484, km2) tilhører Chile (Provinsen Tierra del Fuego og Provincia Antártica Chilena), mens den østlige del (38,6 %, 18.507,3 km2) tilhører Argentina (Provinsen Tierra del Fuego). Øen udgør hovedlandet i en udstrakt øgruppe kendt som Tierra del Fuego.
Øens samlede areal er 47.992 km2, hvilket gør den til den største ø i Sydamerika og den 29. største ø i verden. Dens to største byer er Ushuaia og Río Grande, begge i Argentina. Andre byer inkluderer Tolhuin, Porvenir, Camerón og Cerro Sombrero. Den argentinske side, Tierra del Fuego-provinsen, har 190.641 indbyggere (2022), mens den chilenske side kun har 6.656 (2012), næsten alle bosat i den chilenske Tierra del Fuego-provins.
Det højeste punkt er uofficielt kaldet Monte Shipton (2.580 moh.) i Chile. Det nærliggende Monte Darwin blev tidligere betragtet som det højeste bjerg på øen, men er knap 100 m lavere. De nordlige dele af øen har oliefelter; Cerro Sombrero i Chile er hovedcenteret for olieudvinding på øen.
Den 17. december 1949 indtraf et jordskælv i den chilenske del nær den argentinske grænse. Jordskælvet blev målt til 7,8 på momentmagnitude-skalaen og var det kraftigste der nogensinde er registreret i det sydlige Argentina.